# Província de Kırıkkale
Kırıkkale és una província de Turquia. Està situada a la cruïlla d'importants autopistes a l'est d'Ankara que van en direcció est cap a la regió de la mar Negra. Amb el seu ràpid creixement demogràfic ràpid ha esdevingut un centre industrial. La capital provincial és Kırıkkale.
Kırıkkale és una ciutat que s'ha desenvolupat ràpidament a la part central de Turquia, en la línia de ferrocarril que uneix Ankara amb Kayseri, prop del riu Kızılırmak. Anteriorment un poble, deu el seu ràpid creixement demogràfic, principalment, a l'establiment de molins d'acer durant els anys 1950. Aquests tallers, entre els més grans del país, s'especialitzen en acer aliat d'alta qualitat i maquinària. Durant els anys 1960 s'afegiren plantes de productes químics.

## Districtes
La província de Kırıkkale es divideix en 9 districtes (el districte de la capital apareix en negreta):
- Bahşılı
- Balışeyh
- Çelebi
- Delice
- Karakeçili
- Keskin
- Kırıkkale
- Sulakyurt
- Yahşihan